# Papilio peranthus
Papilio peranthus là một loài bướm thuộc họ Papilionidae. Nó được tìm thấy ở Philippines và Malaysia to Indonesia (bao gồm Sumatra, Java, Borneo và Celebes)
Sải cánh dài 70–90 mm.

## Phụ loài
- Papilio peranthus peranthus (Java)
- Papilio peranthus adamantius C. & R. Felder, 1865 (Celebes)
- Papilio peranthus intermedius Snellen, 1890 (Tanadjampea, Bonerate, Kalaotoa)
- Papilio peranthus fulgens Röber, 1891 (Bonerate, Lombok, Sambawa, Flores, Pura, Adonara)
- Papilio peranthus baweanus Hagen, 1896 (Bawean)
- Papilio peranthus transiens Fruhstorfer, 1897 (Lesser Sunda Islands)
- Papilio peranthus insulicola Rothschild, 1896 (Saleyer)

## Hình ảnh

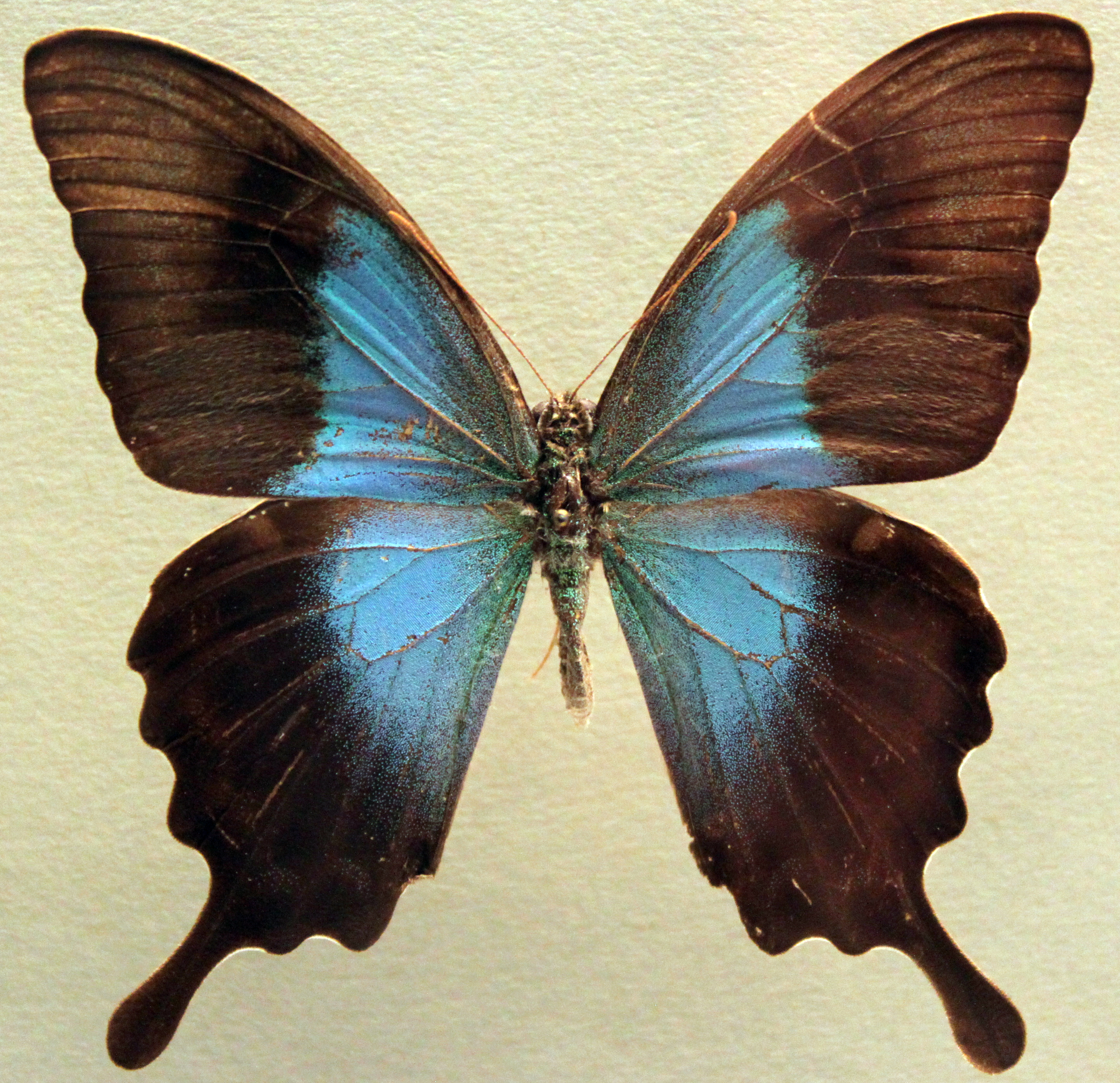
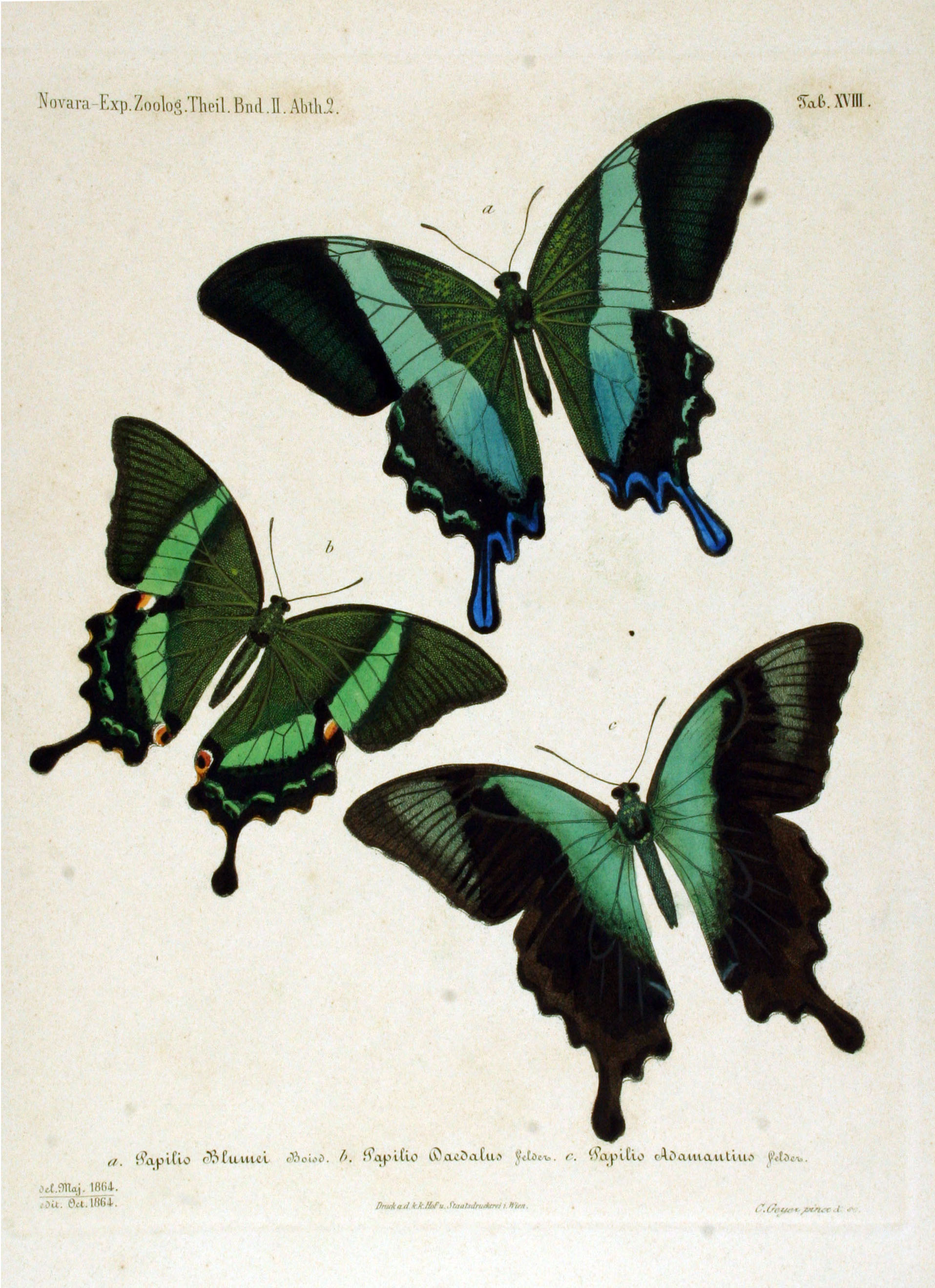
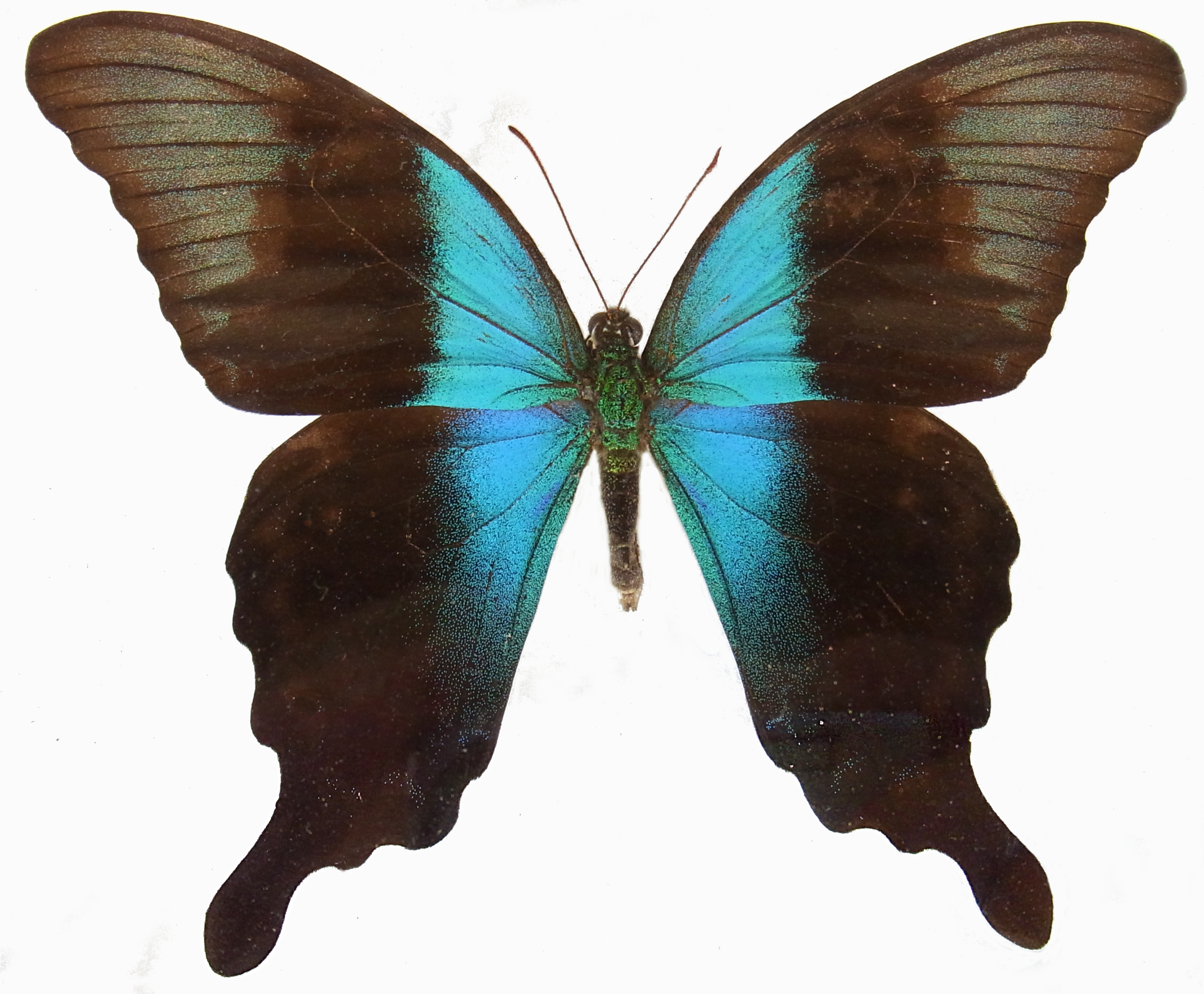
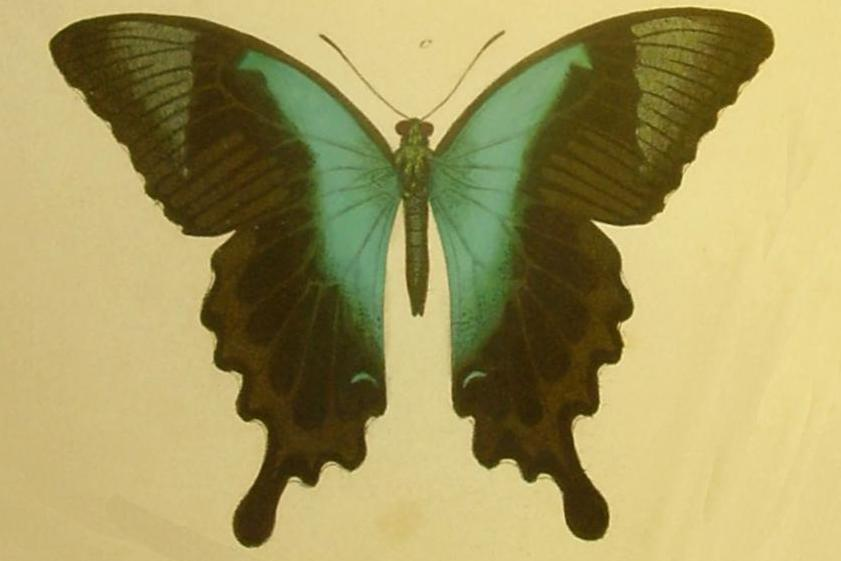